# Distrito minero Linares-La Carolina

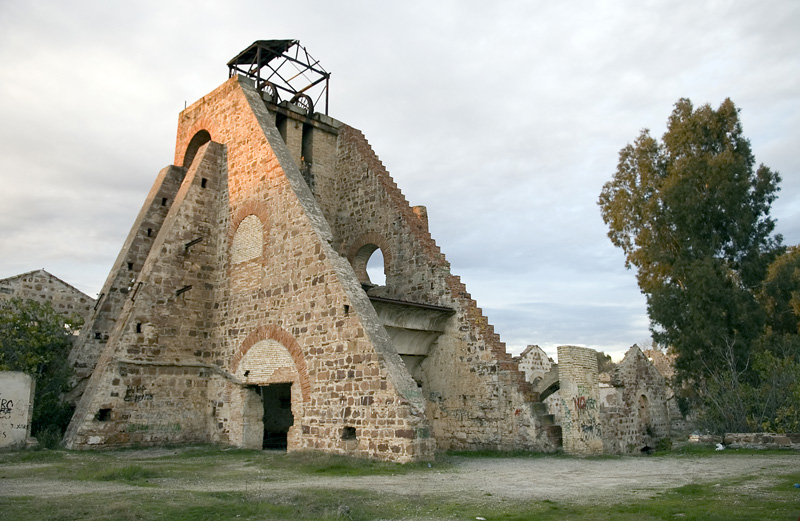
Castillete del pozo San Vicente de la mina de San Miguel, en Linares.

El distrito minero Linares-La Carolina se localiza en Sierra Morena, al norte de la provincia de Jaén (España), y tiene sus principales núcleos en los municipios de Linares, La Carolina, Bailén o Guarromán. Históricamente, esta zona ha sido una de las principales cuencas mineras de España, concentrando una gran actividad industrial y minero-metalúrgica. Debido a ello, también hubo un importante desarrollo del ferrocarril con el fin de facilitar la salida del mineral hacia otras zonas. 
En la actualidad el distrito minero se encuentra inactivo, tras su declive a mediados del siglo XX.

## Historia
Ya durante la Edad del Cobre y el Bronce hay constancia de la existencia de actividad minera en la zona, llegándose a la primera gran intensificación en época romana. Sin embargo, fue a mediados del siglo XIX cuando se dio una nueva etapa de alta producción del área, con nuevas técnicas extractivas, productivas y metalúrgicas financiada con fuertes inversiones de capital inglés y francés. La actividad alcanzó su mayor desarrollo y dinamismo a partir de los años sesenta del XIX y comienzos del XX. Tras esta época expansiva, comienza a descender en los años 1930 y la última mina cierra en Linares en 1991.

## Patrimonio histórico-industrial
En el período de tiempo que va desde el siglo XIX hasta el XX en el distrito minero de Linares-La Carolina se artículó un gran complejo de carácter industrial, construyéndose edificios industriales, instalaciones auxiliares de maquinaria relacionadas con la minería y la metalurgia, principalmente del plomo, y con los sistemas de transporte y producción energética. Pozos, cabrias y malacates, casas de máquinas, chimeneas, fundiciones, escombreras, estaciones y líneas de ferrocarril se extienden por este territorio, componiendo un paisaje particular y caracterizando la comarca.

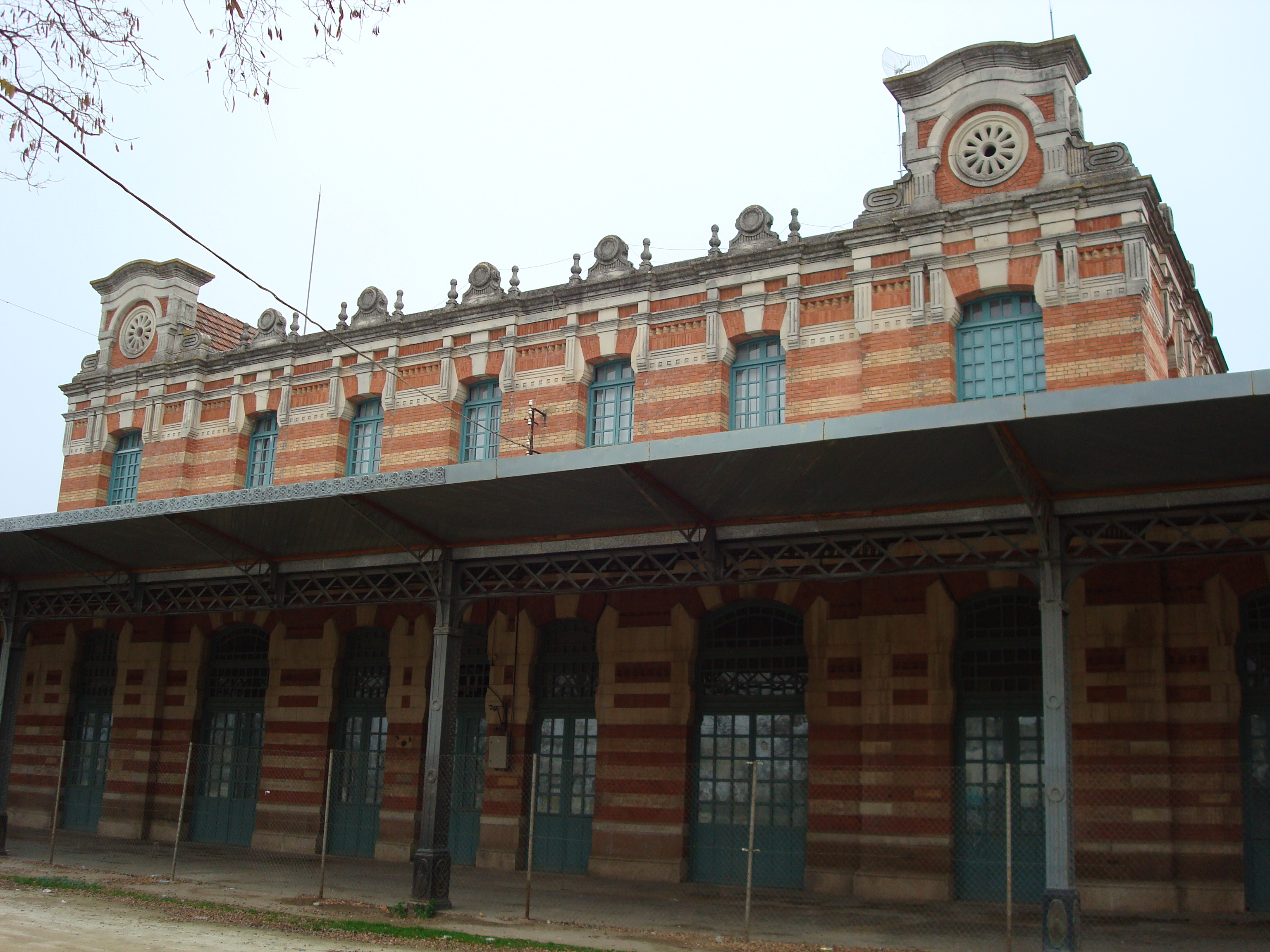
Andén de la estación de Madrid en Linares, actualmente preservada.

La compañía MZA construyó en 1877 la línea Vadollano-Linares, un ramal ferroviario que enlazaba el centro de Linares y el complejo minero-industrial con la línea general de Andalucía. Con posterioridad se inauguraron la línea Linares-Puente Genil (1893) o la línea Linares-Almería (1899), cuyos trazados permitían un enlace directo de la cuenca minera con los puertos marítimos. Además, en 1909 entró en servicio una línea de vía estrecha que enlazaba Linares y La Carolina. Toda esta red ferroviaria contaba en el municipio linarense con una serie estaciones: Linares-Zarzuela, Linares-San José, Linares-Paseo de Linarejos o Vadollano.
La bibliografía especializada en el tema da cuenta de la actividad minera y de la importancia de este patrimonio, reseñando los valores que posee la ingeniería y la arquitectura industrial en el contexto andaluz, español y europeo. Por otra parte, los elementos son referentes de la historia minera de la Sierra Morena andaluza, y de la historia económica y social. Este patrimonio es testimonio de unos procesos de producción particulares, de unas culturas del trabajo específicas y de unas formas de vida que dotaron a los sectores relacionados y a la zona en su conjunto de una personalidad muy definida, con unas pautas culturales y señas de identidad diferenciadas. Por estos motivos, un total de 65 inmuebles de Bailén, Guarromán y Linares están inscritos en el Catálogo General del Patrimonio Histórico Andaluz.